# Heguri
Heguri (jap. 平群町 Heguri-chō) – miasto w Japonii, na wyspie Honsiu, w prefekturze Nara. Według danych na rok 2020 miejscowość zamieszkiwało 18 009 mieszkańców , a gęstość zaludnienia wyniosła 753,5 os./km².